# Staro Nagoričane
Staro Nagoričane (in macedone Старо Нагоричане?) è un comune nella parte settentrionale della Macedonia del Nord. La sede municipale è nella località omonima
Il comune confina con la Serbia a nord, con Kumanovo ad ovest, con Kratovo a sud e con Rankovce ad est.
Con il riassestamento territoriale del 2003, il comune rurale di Klečevce venne incorporato al comune di Staro Nagoričane.

## Società

### Evoluzione demografica
Secondo il censimento nazionale del 2002 questo comune ha 4 840 abitanti. I principali gruppi etnici includono:
- Macedoni = 3.908
- Serbi = 936
- altri = 10

## Amministrazione

### Gemellaggi
Gornji Milanovac

## Località
Il comune è formato dall'insieme delle seguenti località:
- Algunja (Алгуња)
- Aljince (Аљинце)
- Arbanaško (Арбанашко)
- Bajlovce (Бајловце)
- Breško (Брешко)
- Bukovljane (Буковљане)
- Vojnik (Војник)
- Vragoturce (Враготурце)
- Vračevce (Врачевце)
- Dejlovce (Дејловце)
- Dlabočica (Длабочица)
- Dobrača (Добрача)
- Dragomance (Драгоманце)
- Drenok (Дренок)
- Žegljane (Жегљане)
- Željuvino (Жељувино)
- Kanarevo (Канарево)
- Karlovce (Карловце)
- Koince (Коинце)
- Kokino (Кокино)
- M'glence (М'гленце)
- Makreš (Макреш)
- Malotino (Малотино)
- Mlado Nagoričane (Младо Нагоричане)
- Nikuljane (Никуљане)
- Oblavce (Облавце)
- Orah (Орах)
- Osiče (Осиче)
- Pelince (Пелинце)
- Puzajka (Пузајка)
- Ramno (Рамно)
- Rugince (Руѓинце)
- Nagoričane (Старо Нагоричане) (sede comunale)
- Stepance (Степанце)
- Strezovce (Стрезовце)
- Strnovac (Стрновац)
- Cvetišnica (Цветишница)
- Cvilance (Цвиланце)
- Čelopek (Челопек)